# 500 miles d'Indianapolis 2005

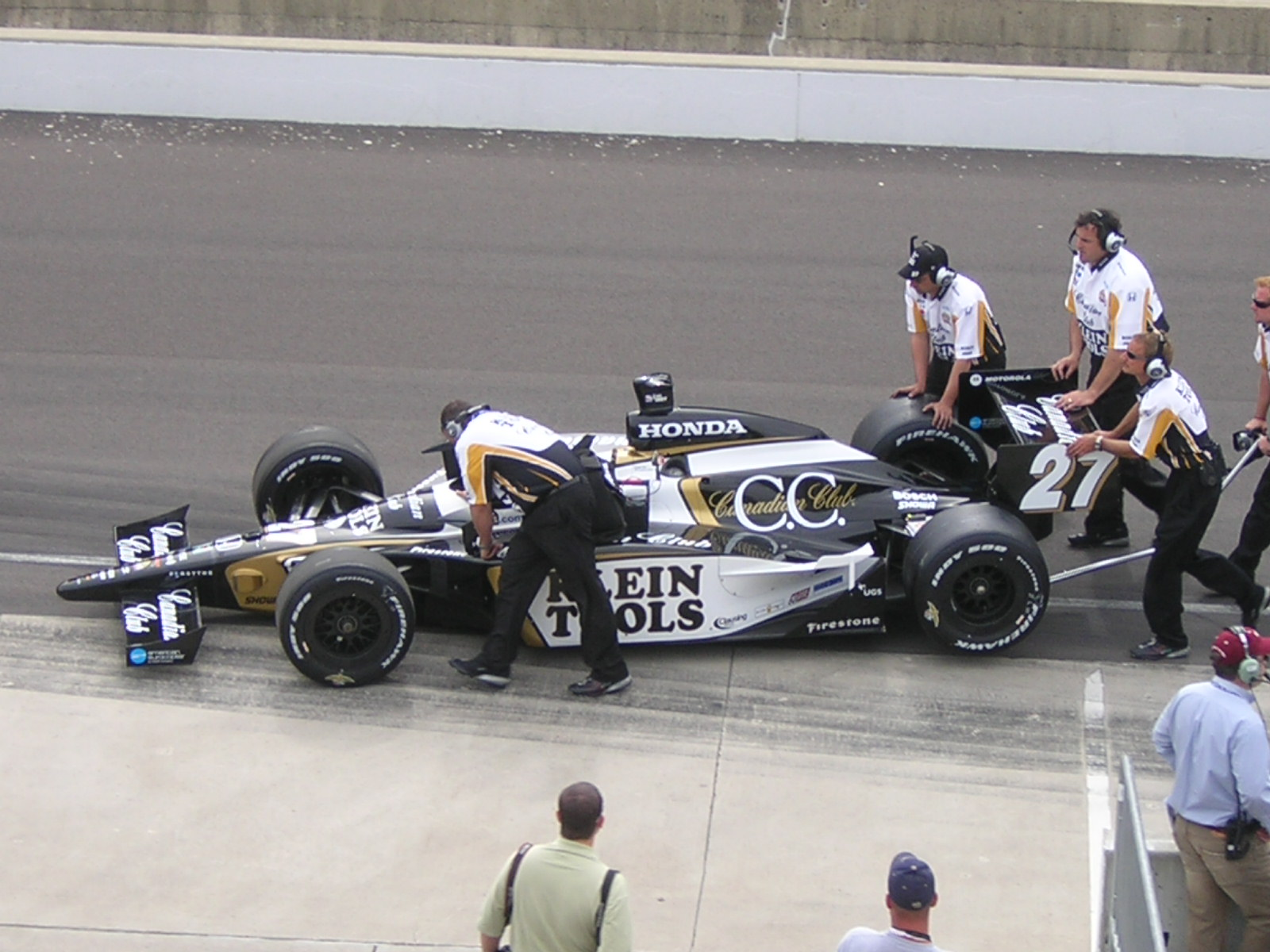
Mécaniciens autour de la monoplace de Dario Franchitti.

Les 500 miles d'Indianapolis 2005, organisés le 29 mai 2005, ont été remportés par le pilote britannique Dan Wheldon, sur une Dallara-Honda de l'écurie Andretti Green.

## Grille de départ
| Ligne | Intérieur          | Milieu            | Extérieur          |
| 1     | Tony Kanaan        | Sam Hornish Jr.   | Scott Sharp        |
| 2     | Danica Patrick     | Hélio Castroneves | Dario Franchitti   |
| 3     | Vitor Meira        | Kosuke Matsuura   | Buddy Lazier       |
| 4     | Tomáš Enge         | Tomas Scheckter   | Bruno Junqueira    |
| 5     | Scott Dixon        | Adrián Fernández  | Sébastien Bourdais |
| 6     | Dan Wheldon        | Roger Yasukawa    | Bryan Herta        |
| 7     | Darren Manning     | Richie Hearn      | Jeff Bucknum       |
| 8     | Alex Barron        | Kenny Bräck       | Ryan Briscoe       |
| 9     | Patrick Carpentier | Ed Carpenter      | Jaques Lazier      |
| 10    | A.J. Foyt IV       | Marty Roth        | Larry Foyt         |
| 11    | Jeff Ward          | Jimmy Kite        | Felipe Giaffone    |

La pole a été réalisée par Tony Kanaan à la moyenne de 366,232 km/h sur 4 tours lors du "pole day". Le chrono le plus rapide des qualifications a été établi par Kenny Bräck avec une série de 4 tours à la moyenne de 366,283 km/h lors du deuxième week-end de qualifications.

## Classement final
| Pos. | Pilote                 | Voiture           | Équipe                       | Tours | Temps/Abandon        |
| 1    | Dan Wheldon            | Dallara-Honda     | Andretti Green Racing        | 200   | 3 h 10 min 21 s 0769 |
| 2    | Vitor Meira            | Panoz-Honda       | Rahal Letterman Racing       | 200   |                      |
| 3    | Bryan Herta            | Dallara-Honda     | Andretti Green Racing        | 200   |                      |
| 4    | Danica Patrick (R)     | Panoz-Honda       | Rahal Letterman Racing       | 200   |                      |
| 5    | Buddy Lazier           | Dallara-Chevrolet | Panther Racing               | 200   |                      |
| 6    | Dario Franchitti       | Dallara-Honda     | Andretti Green Racing        | 200   |                      |
| 7    | Scott Sharp            | Dallara-Honda     | Fernandez Racing             | 200   |                      |
| 8    | Tony Kanaan            | Dallara-Honda     | Andretti Green Racing        | 200   |                      |
| 9    | Hélio Castroneves      | Dallara-Toyota    | Team Penske                  | 200   |                      |
| 10   | Ryan Briscoe (R)       | Panoz-Toyota      | Chip Ganassi Racing          | 199   |                      |
| 11   | Ed Carpenter           | Dallara-Toyota    | Vision Racing                | 199   |                      |
| 12   | Sébastien Bourdais (R) | Panoz-Honda       | Newman/Haas Racing           | 198   | accident             |
| 13   | Alex Barron            | Dallara-Toyota    | Team Cheever                 | 197   |                      |
| 14   | Adrián Fernández       | Panoz-Honda       | Fernández Racing             | 197   |                      |
| 15   | Felipe Giaffone        | Dallara-Toyota    | A. J. Foyt Enterprises       | 194   |                      |
| 16   | Jaques Lazier          | Panoz-Toyota      | Playa Del Racing             | 189   |                      |
| 17   | Kosuke Matsuura        | Panoz-Honda       | Super Aguri Fernandez Racing | 186   | accident             |
| 18   | Roger Yasukawa         | Dallara-Honda     | Dreyer & Reinbold Racing     | 167   | mécanique            |
| 19   | Tomáš Enge (R)         | Dallara-Chevrolet | Panther Racing               | 155   | accident             |
| 20   | Tomas Scheckter        | Dallara-Chevrolet | Panther Racing               | 154   | accident             |
| 21   | Patrick Carpentier (R) | Dallara-Toyota    | Team Cheever                 | 153   | mécanique            |
| 22   | Jeff Bucknum (R)       | Dallara-Honda     | Dreyer & Reinbold Racing     | 150   | accident             |
| 23   | Sam Hornish Jr.        | Dallara-Toyota    | Team Penske                  | 146   | accident             |
| 24   | Scott Dixon            | Dallara-Toyota    | Chip Ganassi Racing          | 113   | accident             |
| 25   | Richie Hearn           | Panoz-Chevrolet   | Sam Schmidt Motorsports      | 112   | accident             |
| 26   | Kenny Bräck            | Panoz-Honda       | Rahal Letterman Racing       | 92    | mécanique            |
| 27   | Jeff Ward              | Dallara-Toyota    | Vision Racing                | 92    | tenue de route       |
| 28   | A.J. Foyt IV           | Dallara-Toyota    | A. J. Foyt Enterprises       | 84    | tenue de route       |
| 29   | Darren Manning         | Panoz-Toyota      | Chip Ganassi Racing          | 82    | mécanique            |
| 30   | Bruno Junqueira        | Panoz-Honda       | Newman/Haas Racing           | 76    | accident             |
| 31   | Marty Roth             | Dallara-Chevrolet | Roth Racing                  | 47    | tenue de route       |
| 32   | Jimmy Kite             | Dallara-Toyota    | Hemelgarn Racing             | 47    | tenue de route       |
| 33   | Larry Foyt             | Dallara-Toyota    | A. J. Foyt Enterprises       | 14    | accident             |

Un (R) indique que le pilote était éligible au trophée du "Rookie of the Year" (meilleur débutant de l'année), décerné à Danica Patrick.

## Note
- Élue "Rookie of the Year", Danica Patrick est la deuxième femme de l'histoire de l'Indy 500 à recevoir une telle récompense, après Lyn St. James en 1992. Elle devient par contre la premiere femme à avoir mené la course (pendant 19 tours).

## Sources
- (en) « Résultats complets », sur le site officiel de l'Indy 500